# Nagykolcs
Nagykolcs (románul Culciu Mare) falu Romániában, Szatmár megyében, Kolcs község központja.

## Fekvése
Szatmárnémetitől keletre, a Szatmári-síkságon fekvő Szamos parti település.

## Története
A településről az első írásos adatunk 1278-ból van, hogy a két Kolcs nevű település Kis- és Nagykolcs a Szamoson levő malmával együtt Kóch Simon fiáé és Kóch Márton fiáé, Györgyé és Péteré volt.
1278-ban a Kóch és Tussay családé volt.
1321-ben Kóch Péter birtokát hűtlenség miatt elvesztette. Nagykolch-ot, melyet ekkor Paplan Kolchyának is neveztek a Csomaközyek és Bagossyak kapták meg.
A Csomaköziek a részüket a 18. század végéig megtartották, majd azt a  Bagossyak kapták meg. A Bagossyak mellett birtoka volt itt még a Schuller, Darvay, Diószeghy és a Pál családoknak is.
1882-ben a Bagossyak birtokainak felerészét Szerdahelyi Ágoston örökölte.
Az 1900-as évek elején nagyobb birtokosa Böszörményi Emil dr. volt.

## Nevezetességek
- Református templom – régi fatemplomát 1796-ban építette újjá, helyette azonban  1906-ban ismét újat építettek.
- Görögkatolikus templom – 1894-ben épült.